# Tanger
Tanger, Tangier nebo Tandža (arabsky طنجة‎, portugalsky Tânger, francouzsky Tanger) je město v severním Maroku u Gibraltarského průlivu. Ve městě žije přibližně 1,28 milionu obyvatel a je po Casablance druhý nejvýznamnější přístav Maroka. Tanger je hlavním městem regionu Tanger-Tetouan.

## Historie
Historie města Tanger sahá až do 2. tisíciletí př. n. l., kdy zde byla fénická osada. Podle berberské mytologie, Tanger byl založen synem Tinjisy, po níž se dnes město jmenuje, zvaným Sufax. Tinjis byla žena berberského hrdiny Antaia.
Podle řecké legendy se založení města připisuje obrovi Antaiovi, jenž má poblíž hrobku s ostatky, a nebo Sufakovi, synovi Herkula. Jeskyně Herkula je jen několik kilometrů od města a je jednou z hlavních turistických atrakcí.

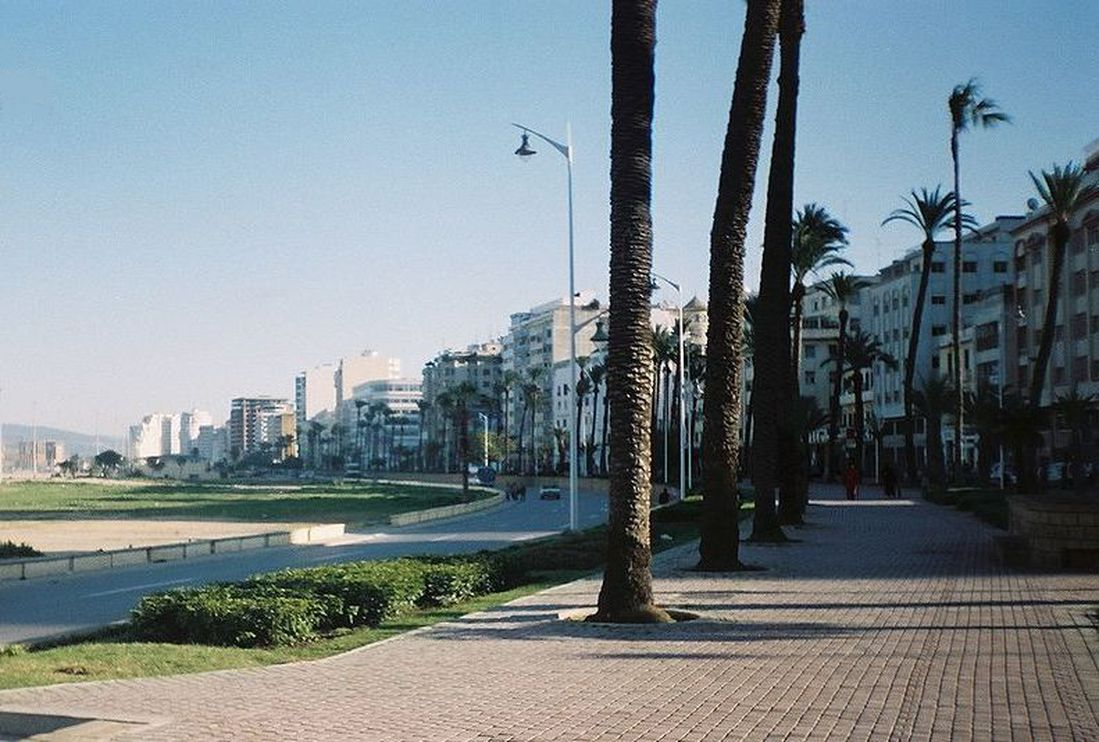
Tanger, Avenue Mohammed VI

Samotné město však založili až obyvatelé Kartága v 5. století př. n. l., brzy však přešel do držav Římské říše a stal se hlavním městem římské provincie Mauritania Tingitana.
Po pádu Římské říše se v 5. století dostalo město do podruží Vandalů. O jedno století později (někdy v letech 534 až 682) přešel Tanger pod Byzantskou říši, a to až do roku 702, kdy se dostal pod kontrolu Arabů.

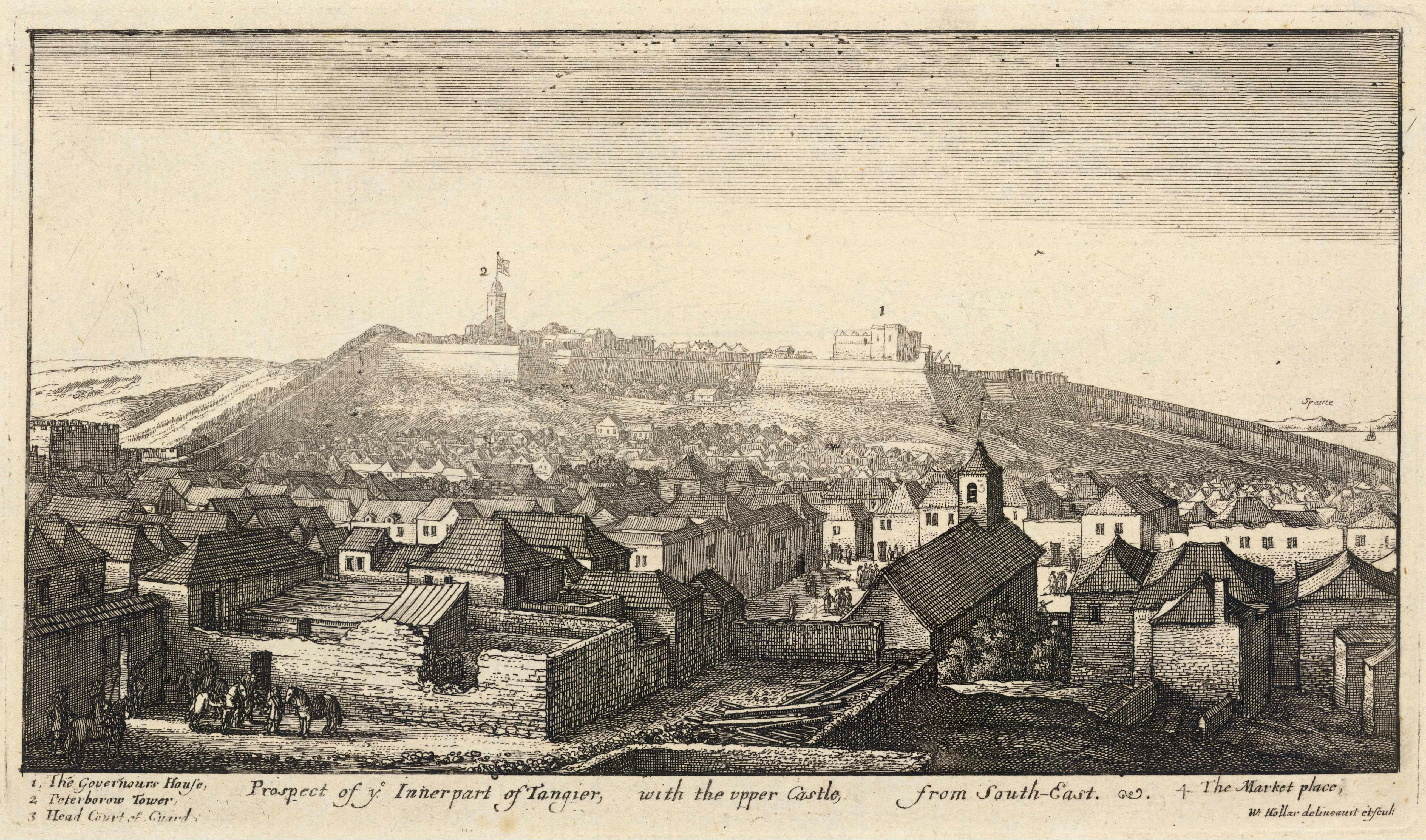
Podoba vnitřního Tangeru z druhé poloviny 17. století na leptu Václava Hollara

Roku 1471 se zmocnili města Portugalci, kteří jej drželi až do roku 1580. V letech 1580–1640 bylo město sjednoceno se Španělskem. V letech 1640–1661 patřilo město opět Portugalcům. Roku 1661 po svatbě Karla II. Stuarta s Kateřinou z Braganzy připadl Tanger Angličanům jako součást věna. Tanger získal však práva jako ostatní anglická města.
V roce 1679 se sultán Moulay Ismail neúspěšně pokusil Tanger dobýt. I přes neúspěch však ochromil britskou obranu. Ti následkem toho Tanger zničili a v roce 1684 přenechali město Maročanům.
Moulay Ismail nechal město zrekonstruovat, ale i přes to počet obyvatel postupně klesal až do roku 1810, kdy ve městě nežilo více než 5 000 lidí.
V roce 1821 získali Američané jako dar od sultána Moulaye Sulimana budovu, která se stala prvním americkým vyslanectvím. Tato budova byla bombardována francouzským princem de Joinvillem roku 1844. Dnes tato budova slouží jako muzeum místní americké historie.
Díky své geografické poloze se stal Tanger na přelomu 19. a 20. století hlavním diplomatickým centrem pro obchodní aktivity s Evropou. Na počátku 20. století měl Tanger okolo 40 000 obyvatel, z nichž polovina byla Muslimů, cca 10 000 Židů a 9 000 Evropanů (z toho přibližně 7 500 Španělů).
V roce 1912 si Maroko vzájemně rozdělili Francouzi a Španělé. Tanger a jeho okolí o rozloze 363 km2 bylo však od roku 1923 demilitarizovanou mezinárodní zónou spravovanou mezinárodním kontrolním výborem (Francie, Španělsko a Velká Británie a od roku 1928 také Itálie).
Během druhé světové války v letech 1940–1945 byl Tanger pod kontrolou Španělů. V roce 1956, kdy získalo Maroko nezávislost, byl Tangeru jeho speciální status odňat a město se stalo součástí Marockého království.

## Ekonomika

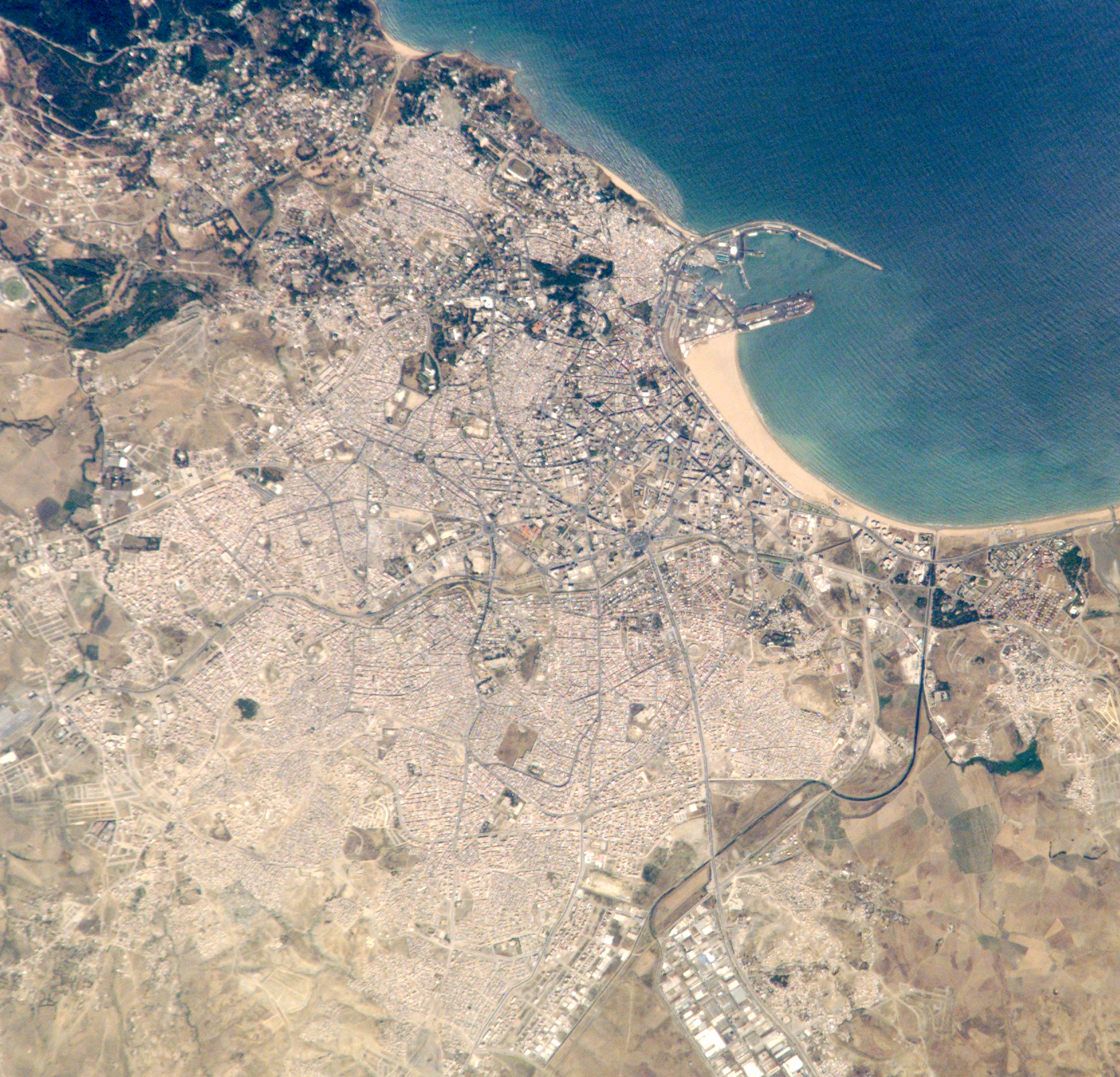
Satelitní snímek Tangeru

Tanger je druhé největší průmyslové centrum Maroka po Casablance. Průmysl je zejména zastoupen textilním, chemickým, strojírenským, hutním a námořním odvětvím. V Tangeru je druhý největší přístav v zemi.
Ekonomika Tangeru je silně závislá na turismu. Město se stále více stává oblíbeným cílem samotných Maročanů, ale i zahraničních turistů. Je to dáno velkými investicemi do rozvoje infrastruktury a podpory turismu.
Další dva zdroje financí pro Tanger se neobjevují v oficiálních statistikách. Jedním z nich je pěstování konopí v pohoří Ríf a druhým je převážení emigrantů do Evropy.

## Doprava

### Lodní doprava
Tanger je přes Gibraltarský průliv spojen lodní dopravou se Španělskem.

### Letecká doprava
15 km jihozápadně od města se nachází mezinárodní letiště Ibn Batouta.

### Železniční doprava
Po zemi je spojen Tanger železniční dopravou s Rabatem, Casablancou a Marrákešem na jihu a Fèsem a Oujdou na východě. Je plánováno vysokorychlostní spojení s Kénitrou, čímž by vznikla první vysokorychlostní trať v Maroku a celé Africe.

## Kultura
Tanger má poměrně bohatou kulturní minulost díky multikulturnímu zastoupení muslimů, křesťanů, židů a zejména díky zahraničním umělcům, kteří zde žili nebo alespoň městem projížděli.
Americký spisovatel Paul Bowles zde žil ve 30. letech 20. století a mluvil o Tangeru jako o svém městě snů. Po roce 1945 se zde usadil natrvalo. 
V 50. a částečně i v 60. letech 20. století bylo město centrem beatniků, kdy se ve Tangeru usadili například William S. Burroughs, Jack Kerouac, Allen Ginsberg či Brion Gysin a mnozí další městem alespoň tu a tam projížděli. V této době představoval Tanger také nejvýznamnější a nejznámější „město gayů“ – tuto roli však již dávno nehraje.